# Chlorita redea
Chlorita redea är en insektsart som beskrevs av Pieter D. Theron 1988. Chlorita redea ingår i släktet Chlorita och familjen dvärgstritar. Inga underarter finns listade i Catalogue of Life.